# Карліно (монета)
Карліно (італ. Carlino) — назва кількох типів золотих та срібних монет, що карбувались на півдні Італії, в Провансі, а також в Папської області та Орденом госпітальєрів на     Родосі.
Золотий карліно вперше викарбуваний у Неаполітанському королівстві під час правління Карла I Анжуйського (1266—1282), за ім'ям якого і отримав свою назву. В 1303 році його син Карл II припинив карбувати золотий карліно і надав цю назву своїй срібній монеті (джильято), яку карбував також у своїх володіннях в Провансі. За його прикладом в XIV столітті схожу срібну монету карбували при  папському дворі в Авіньойоні та Орден госпітальєрів на Родосі.
Після тривалої перерви випуск золотих монет з назвою карліно було відновлено у Сардинському королівстві за Карла Еммануїла III (1730—1773). Як грошова одиниця карліно проіснувало аж до об'єднання Італії та введення італійської ліри в 1861 році.

## Золотий карліно

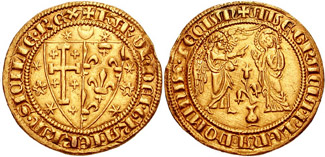
Карліно Карла I Анжуйського

Вперше викарбуваний під час правління короля Неаполя Карла I Анжуйського (1266-1282), за ім'ям якого і отримав свою назву. Аверс монети містив зображення сцени Благовіщення (архангел Гавриїл, який несе  благу звістку Діві Марії про швидке народження нею Ісуса Христа). На реверсі зображено герб держави. Карліно Карла I та Карла II Анжуйських через зображення на аверсі Благовіщення отримали також назву салюто, салютдор або салюдор. Карбувалися також золоті монети номіналом в ½ карліно. За своєю номінальною вартістю перші карліно відповідали золотому августалю короля Сицилії Фрідріха II. Їхня вага становила близько 4,4 г. Син Карла I Анжуйського, Карл II відмовився від використання в Неаполітанському королівстві золотих монет і припинив карбувати золотий карліно в 1303 році.
Після тривалої перерви випуск золотих монет з назвою карліно було відновлено у Сардинському королівстві за Карла Еммануїла III (1730—1773) та його наступника Віктора Амадея III (1773—1796). На відміну від середньовічних монет, вміст у них чистого золота досягав 30 г.

## Срібний карліно

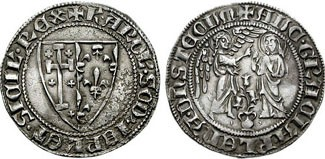
Срібний салюто Карла II Анжуйського (3,22 г.), що карбувався до 1302 року. В 1303 році замінений на більший (4,22 г.).срібний карліно

За короля Неаполя Карла II Анжуйського в 1303 в наслідування французького турського гроша випущена монета вартістю в половину золотого тарі або 1⁄12 дуката, що отримала назву срібного карліно або джильято. Вага монети складала 3,34 г срібла 958-ї проби. У срібного карліно з'явилося безліч наслідувань, низка їх отримали власні назви. Так, карліно, на реверсі яких була зображена лілія, стали називати джильято, карліно короля Альфонса — альфонсіно, Фердинанда — коронато.
Карліно залишався грошовою одиницею Неаполітанського королівства до 1813. Монетна система держави у XVIII столітті включала такі грошові одиниці:
- 6 кавалло = 1 торнезе
- 240 торнезе = 120 грано = 12 карліно = 6 тарі = 1 піастр
- 100 грано = 1 дукат

Монети номіналом в 10 грано в Королівстві обох Сицилій карбували аж до 1859, в Папській області — до 1860. Їх співвідношення з іншими грошовими одиницями було таким: 6 гроссо = 4 карліно = 3 джуліо = 3 паоло  = 1 тестон; 14 карліно = 1 піастр.
Крім різних італійських держав карліно карбували і на Мальті під час правління Мальтійського ордена. На цій острівній державі він становив 10 грано.